# Tagilde
Tagilde est une freguesia située au nord du Portugal.

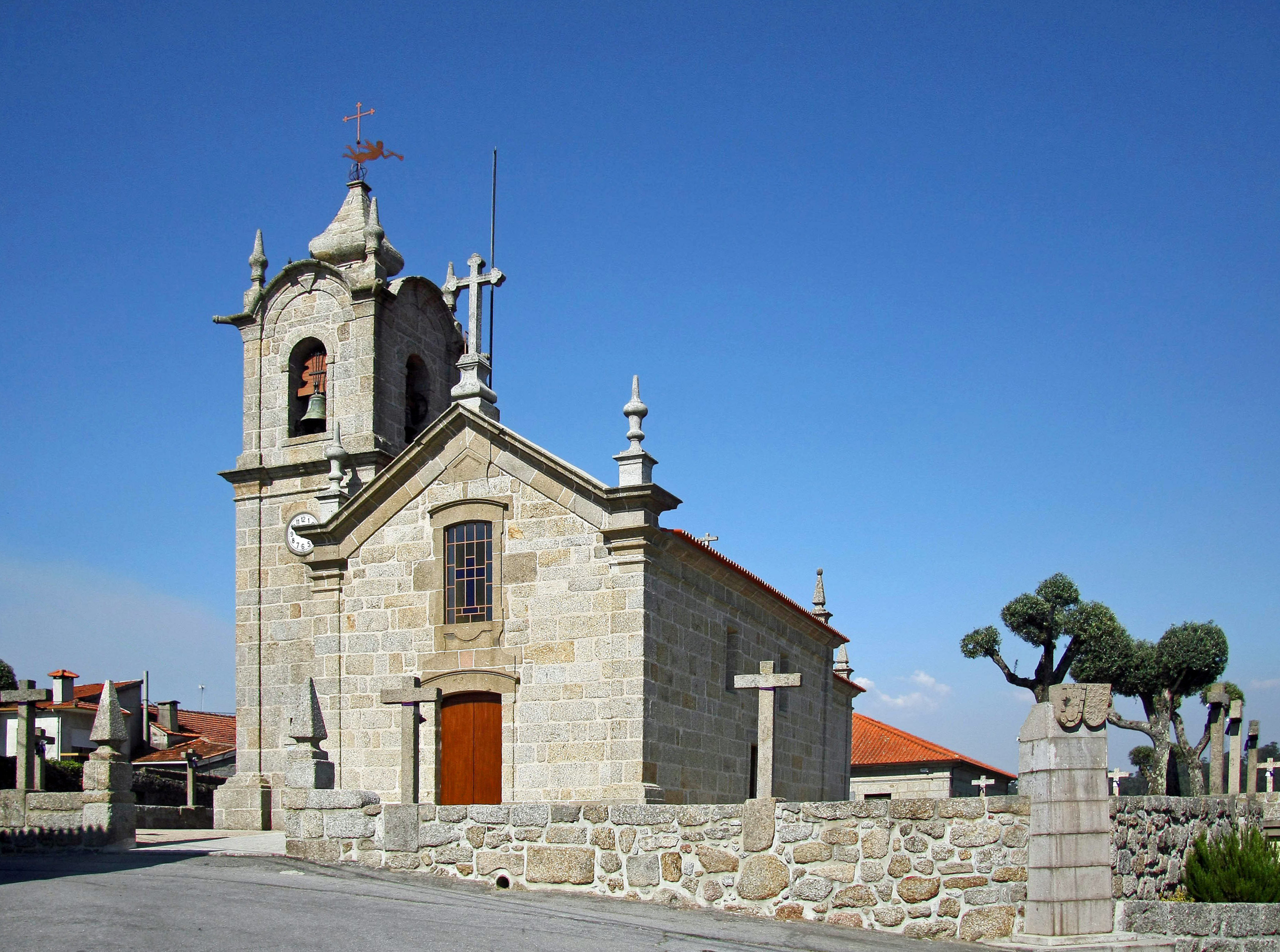
Église de Tagilde

Sa population était de 1 861 habitants en 2011.